# 五苑マルシン
五苑マルシン株式会社（ごえんマルシン、英称:Goen Marushin Corporation）は、大阪府大阪市中央区内本町に本社を置く、飲食店の経営管理及びフランチャイズ事業をおこなう企業である。

## 会社概要
飲食業の運営ならびにフランチャイズ事業を柱とする。店舗展開開始から、5年でほぼ全国都道府県に出店した。
社名の「五苑」は、同社社長の川辺清が創業する際に掲げた、「素直・情熱・感謝・スピード・ロマン」に因んでつけられたものによる。
実質的には、同社が本体とし、飲食店の経営をおこなう「かわべフードサービス」、その他に飲食専門の人材派遣をおこなう「ヒューマンアラウンド」の3社により「五苑マルシングループ」を形成している。
同社の所有する業態には、「情熱ホルモン」、焼肉店「五苑」や、「天ぷら海鮮 五福」、お好み焼き・鉄板焼き専門店「じゅうじゅううめえ家」などが存在するが、これらの業態はいずれも大阪府内に出店するに留まっており、まだ全国展開するまでには至っていない。2013年4月に創立50周年を迎え、事業の拡大に乗り出している。